# Műkincsvadászok
A Műkincsvadászok (eredeti cím: The Monuments Men) 2014-ben bemutatott német-amerikai háborús-filmdráma, melynek forgatókönyvírója, rendezője és producere George Clooney. A főszerepben Clooney, Matt Damon, Bill Murray, John Goodman, Jean Dujardin, Bob Balaban, Hugh Bonneville és Cate Blanchett látható. Az Amerikai Egyesült Államokban 2014. február 7-én mutatták be, Németországban és Magyarországon február 20-án.
A film Robert M. Edsel és Bret Witter, The Monuments Men: Allied Heroes, Nazi Thieves and the Greatest Treasure Hunt in History című  2007-es regénye alapján készült. Általánosságban vegyes kritikákat kapott és világszerte több mint 155 millió dolláros bevételt gyűjtött a 91 milliós költségvetésével szemben.

## Cselekmény
Frank Stokes amerikai művészetprofesszornak sikerül meggyőznie az amerikai elnököt, Franklin Rooseveltet, hogy a Második világháború utolsó szakaszában egy hétfős műkincsvédő katonát - ők az úgynevezett Monuments Men - küldjön Európába. Stokes elborzad a  Monte Cassino-i kolostor pusztulásától. Az általa összeállított csoport múzeumigazgatókból, kurátorokból és művészettörténészekből áll; feladatuk, hogy felkutassák a nácik által kifosztott műkincsek és történelmi értékű kincsek hollétét, biztosítsák azokat közvetlenül az előrenyomuló harcoló csapatok mögött, és előkészítsék a visszaszolgáltatásukat. A csoporthoz csatlakozik egy német származású katona, aki zsidóként menekülni kényszerült a Harmadik Birodalomból, valamint egy brit és egy francia tiszt.
Stokes azzal kezdi, hogy egyetlen műalkotás sem igazolja egy emberélet elvesztését. A csoport rövid katonai alapkiképzésben részesül, majd a Normandiai partraszállás idején érkezik Franciaországba. Ott a „műemlékeseket” kisebb csoportokra osztják, és különböző feladatokat osztanak rájuk.
James Granger a frissen felszabadult Párizsba utazik, hogy megállapítsa, hol vannak a zsidó tulajdonosok ellopott műkincsei, és lehetőség szerint visszaszolgáltassa őket. Claire Simone segítségét kéri, aki korábban Viktor Stahl német tisztnek dolgozott, amire erőszakkal kényszerítették. A nő tájékoztatta a bátyját - aki az Ellenállás tagja volt - a kifosztott műkincsekről; őt lelőtték, amikor megpróbálta visszavenni a műkincseket a náciktól. Viktor Stahl számos műalkotást vitt Németországba, mielőtt a Wehrmacht kivonult volna Párizsból. Claire kezdetben nem hajlandó együttműködni Grangerrel, mert attól tart, hogy az amerikaiak birtokba veszik és elviszik a műkincseket.
A brit Donald Jeffriesnek, mint a harcoló csapatok összekötő tisztjének kell gondoskodnia arról, hogy véletlenül se pusztítsanak el fontos műkincseket Belgiumban. Mivel a parancsnok nem hajlandó intézkedni a Bruges-i Madonna védelmében, egy nappal azelőtt, hogy Brugge-t harc nélkül felszabadítják, Jeffries engedély nélkül egyedül kerékpározik éjszaka a városba, hogy megvédje a Madonnát. A Wegner ezredes vezette német kommandó fedezi fel és lövi le. A németek elviszik a Madonnát.
Közben az amerikai hadsereg elfoglalta Siegent, ahonnan a német katonák kihallgatott beszélgetése szerint állítólag sok műkincset vittek el. A helyszínen azonban Stokes csak lebombázott romokat talál, a zsákmányolt műkincseknek nyoma sincs. Jean-Claude Clermont és Walter Garfield a frontok közé szorul, és Clermontot a visszavonuló német csapatok lelövik, aki belehal a sérüléseibe.
Korábban belga papok akarták megvédeni Jan van Eyck Genti oltár c. alkotását a náciktól. Éjszaka szétszedték, és az egyes paneleket egy teherautóra rakták. A rakományt felfedezik a nácik, és az oltárt is elviszik.
Viktor Stahl meglehetősen véletlenszerű letartóztatása révén Stokes és emberei birtokába kerül egy térkép, amely azokat a helyszíneket tartalmazza, ahová a nácik a rablott műkincseket vihették. A kérdéses helyszíneken azonban nem találnak műalkotásokat, amíg észre nem veszik, hogy a térképen a helyszínekhez kémiai elemek, például kálium vagy réz van rendelve. Arra a következtetésre jutnak, hogy a műalkotások az említett helyszínek közelében lévő bányákban lehetnek. Miután kinyitnak egy befalazott galériát Siegenben, nagy mennyiségű műtárgyat tudnak biztosítani. 
Kalimine-ben, Merkers] közelében több tonna náci aranyra bukkannak: aranyrudak - a Német Birodalmi Bank devizatartaléka -, valamint műkincsek tömegei. Az amerikai tábornokok, Omar N. Bradley, George S. Patton és Dwight D. Eisenhower 1945 áprilisában mennek le a gödörbe, hogy megvizsgálják a leleteket - visszhangozva a történelmi eseményeket, beleértve a Nofretete mellszobra és más műkincsek felfedezését. Azonban csak olyan modern művészek, mint Paul Klee és Pablo Picasso műveinek égett maradványait találják meg; ezeket a Néró-rend miatt megsemmisítették.
Claire Simone olvas Viktor Stahl letartóztatásáról, és most már James Grangerben is bízik. A nő meghívja őt egy privát partira, és fontos szolgálatot tesz neki: titokban nyilvántartást vezet a rablott műkincsekről, és átadja neki a feljegyzéseit. Azt gyanítja, hogy a műkincsek nagy részét a Neuschwanstein kastélyban őrzik.
Miután 1945. május 8-án Európában véget ér a háború, megkezdődik a verseny a Szovjetunió ellen.
Visszatérve az Egyesült Államokba, Stokes jelentést tesz az új elnöknek, Trumannak. Az elnök kérdésére, hogy szerinte a műkincsek megmentése a két elesettre való tekintettel igazolja-e az emberveszteséget, Stokes igennel válaszol. Az utolsó jelenetben Frank Stokes idős emberként látható, amint unokájával 1977-ben meglátogatja a Brugge-i Madonnát.

## Szereplők
| Szerep                       | Színész             | Magyar hang     |
| ---------------------------- | ------------------- | --------------- |
| Frank Stokes hadnagy         | George Clooney      | Epres Attila    |
| Frank Stokes idősen          | Nick Clooney        | Epres Attila    |
| James Granger hadnagy        | Matt Damon          | Stohl András    |
| Richard Campbell őrmester    | Bill Murray         | Szacsvay László |
| Walter Garfield őrmester     | John Goodman        | Ujlaki Dénes    |
| Jean-Claude Clermont hadnagy | Jean Dujardin       | Anger Zsolt     |
| Preston Savitz közlegény     | Bob Balaban         | Józsa Imre      |
| Donald Jeffries hadnagy      | Hugh Bonneville     | Csankó Zoltán   |
| Claire Simone                | Cate Blanchett      | Tóth Ildikó     |
| Emile                        | Alexandre Desplat   | Jakab Csaba     |
| Langton ezredes              | Sam Hazeldine       | Király Attila   |
| Sam Epstein közlegény        | Dimitri Leonidas    | Fehér Tibor     |
| Viktor Stahl                 | Justus von Dohnányi | Znamenák István |

## Megjelenés
A filmet eredetileg 2013. december 18-án mutatták volna be, az első előzetes pedig 2013. augusztus 8-án jelent meg. Azonban 2013. október 22-én a filmet elcsúsztatták 2014 februárjára, mert problémák adódtak a humor kiegyensúlyozottságával és a tartalom fontos jellegével, így az utómunkálatok a vártnál tovább tartottak.
A filmet 2014. február 7-én mutatták be a 64. Berlini Nemzetközi Filmfesztiválon. 2014. március 27-én az UNESCO-n is vetítették.

## Fogadtatás
A Műkincsvadászok általánosságban vegyes értékeléseket kapott a kritikusoktól. A Rotten Tomatoes oldalán 30%-os minősítést kapott a kritikusoktól 254 értékelő alapján, az átlagpontszáma 5,2/10. A nézőktől 44%-ot kapott. A Metacritic-on a film átlagos pontszáma 100-ból 52, 43 kritikus értékelése alapján, amely „vegyes vagy átlagos véleményeket” tartalmaz. A CinemaScore által megkérdezett közönség A-tól F-ig terjedő skálán "B+" osztályzatot adott a filmnek.

## Fordítás
- Ez a szócikk részben vagy egészben  a   The Monuments Men című angol Wikipédia-szócikk fordításán alapul.  Az eredeti cikk szerkesztőit annak laptörténete sorolja fel. Ez a jelzés csupán a megfogalmazás eredetét és a szerzői jogokat jelzi, nem szolgál a cikkben szereplő információk forrásmegjelöléseként.